# 仙人掌 (電影)
《仙人掌》是1994年出品的一部香港電影，由張文幹、蕭忠漢執導，黎明、葉玉卿主演，在墨西哥進行拍攝。

## 情節介紹
失意流浪漢林文輝帶著前女友送給他的一把結他，從香港來到墨西哥準備定居，卻被誤認為結他殺手，到處被人追殺，在逃亡中被飛刀女俠賀凝所救。原來結他殺手，是賀凝兄長賀泉的好友阿占，阿占和賀泉行俠仗義，挑戰黑幫首領卡洛斯，卻被卡洛斯設計陷害，賀泉慘死，阿占入獄。卡洛斯欲追求賀凝，賀凝一心想為兄報仇，不為所動，卡洛斯派手下到獄中暗殺阿占，阿占越獄逃亡，隨身帶著一個結他包，裡面放著槍支，因此被視為結他殺手。林文輝與賀凝日久生情，卡洛斯的手下以為林文輝是阿占，把他擄走，賀凝和阿占前往營救，雙方展開一場大戰，結果賀凝和阿占被卡洛斯槍殺，阿輝用賀凝教他的刀法，成功殺死卡洛斯。賀凝下葬後，阿輝戴上賀凝送贈的手錶，繼續他的流浪之旅。

## 主要角色
- 黎明－林文輝
- 葉玉卿－賀凝
- 秦豪－阿占
- 葛民輝－阿良
- 林海峰－阿弟
- Daniel Jeremy－卡洛斯

## 電影歌曲
電影主題曲《最後的戀愛》，由單立文作曲及填詞、蘇德華編曲、黎明主唱，歌曲收錄於黎明的個人音樂專輯《天地情緣》。